# Casbia aedoea
Casbia aedoea är en fjärilsart som beskrevs av Louis Beethoven Prout. Casbia aedoea ingår i släktet Casbia och familjen mätare. Inga underarter finns listade i Catalogue of Life.